# Буковик (община Соколац)
Буковик (на сръбски: Буковик) е село в Босна и Херцеговина, разположено в община Соколац, в ентитета на Република Сръбска. Населението му според преброяването през 2013 г. е 26 души, от тях: 15 (57,69 %) сърби и 11 (42,30 %) бошняци.

## Население
Численост на населението според преброяванията през годините:
- 1961 – 98 души
- 1971 – 83 души
- 1981 – 97 души
- 1991 – 77 души
- 2013 – 26 души